# Пам’ятний знак Героям Майдану (Теофіполь)

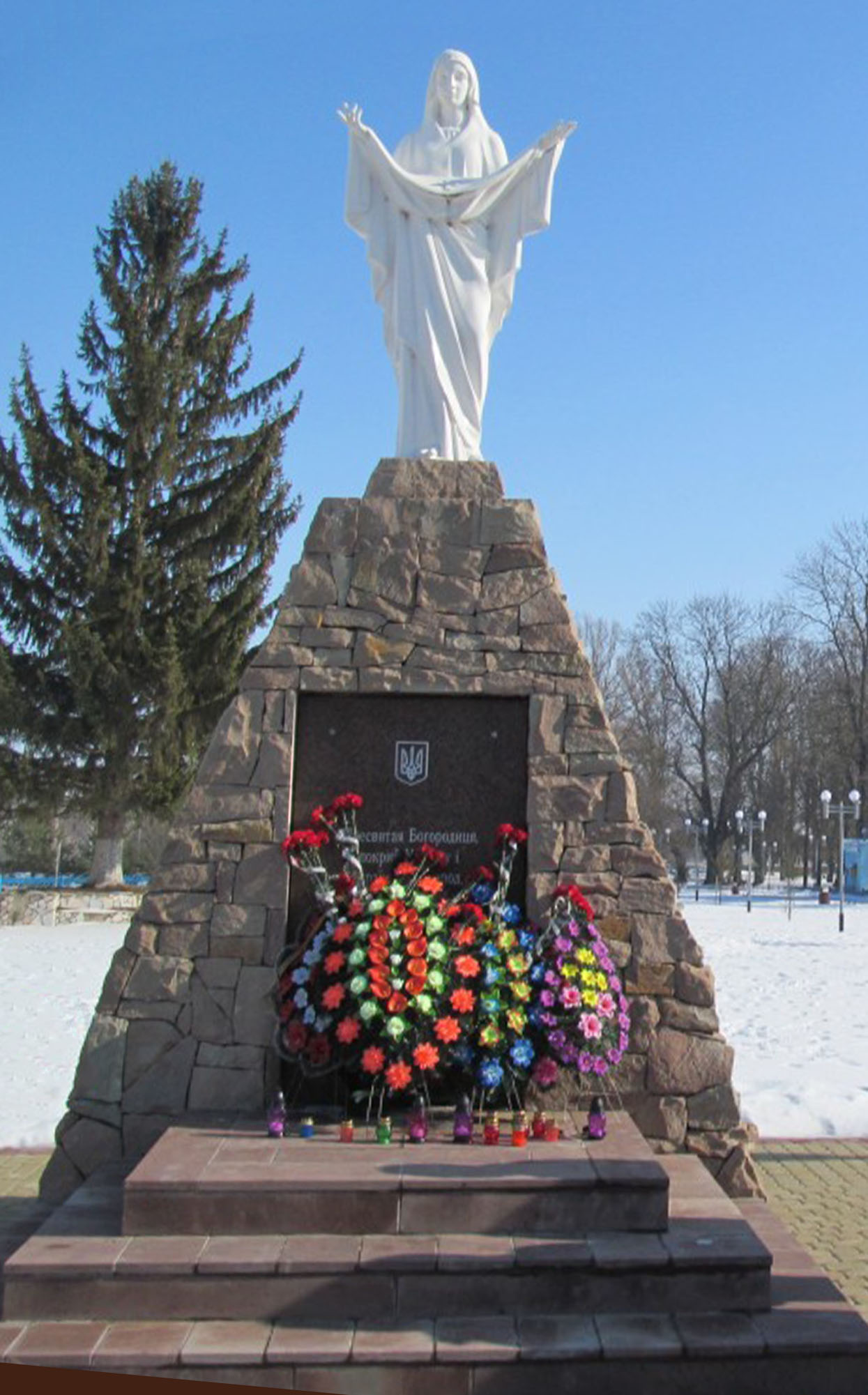
Пам'ятний знак Героям Майдану

Пам'ятний знак Героям Майдану — це  пам'ять про події Революції Гідності, що стали етапом прояву українцями мужності, гідності, віри та міцності духу та пам'ять про  патріотів, які поклали своє життя на захист рідної України.

## Загальні дані
Пам'ятний знак Героям майдану присвячений Героям майдану та всім захисникам суверенної, незалежної, Богом благословенної України.
Встановлено пам'ятний знак в  смт. Теофіполь на перехресті вулиць Івана Франка та Небесної Сотні. Пам'ятний знак виготовив член спілки художників України, скульптор Сонсядло Іван Йосипович з м. Тернопіль. Зініціював виготовлення знаку отець УПЦ КП Василь Крисак за кошти меценатів, підприємців та небайдужих мешканців Теофіпольщини.
Відкрито й освячено пам'ятний знак 19 грудня 2015 року.

## Опис
Пам'ятний знак виготовлено в образі Божої Матері. Образ покровительки вибрано не випадково, адже з прадавніх часів козаки ходили в походи під покровом Матері Божої.